# Grand Prix de Denain 2016
La 58e édition du Grand Prix de Denain a eu lieu le 14 avril 2016. La course fait partie du calendrier UCI Europe Tour 2016 en catégorie 1.HC. C'est également la sixième épreuve de la Coupe de France de cyclisme sur route 2016.
L'épreuve a été remportée lors d'un sprint massif par le Britannique Daniel McLay (Fortuneo-Vital Concept) qui s'impose respectivement devant le Français Thomas Boudat (Direct Énergie) et le Belge Kenny Dehaes (Wanty-Groupe Gobert).
Pour la Coupe de France, le Belge Baptiste Planckaert (Wallonie Bruxelles-Group Protect) garde la tête du classement individuel, le Français Rudy Barbier (Roubaix Métropole européenne de Lille) reprend la tête de celui des jeunes et la formation française Armée de Terre reste en tête du classement par équipes.

## Présentation

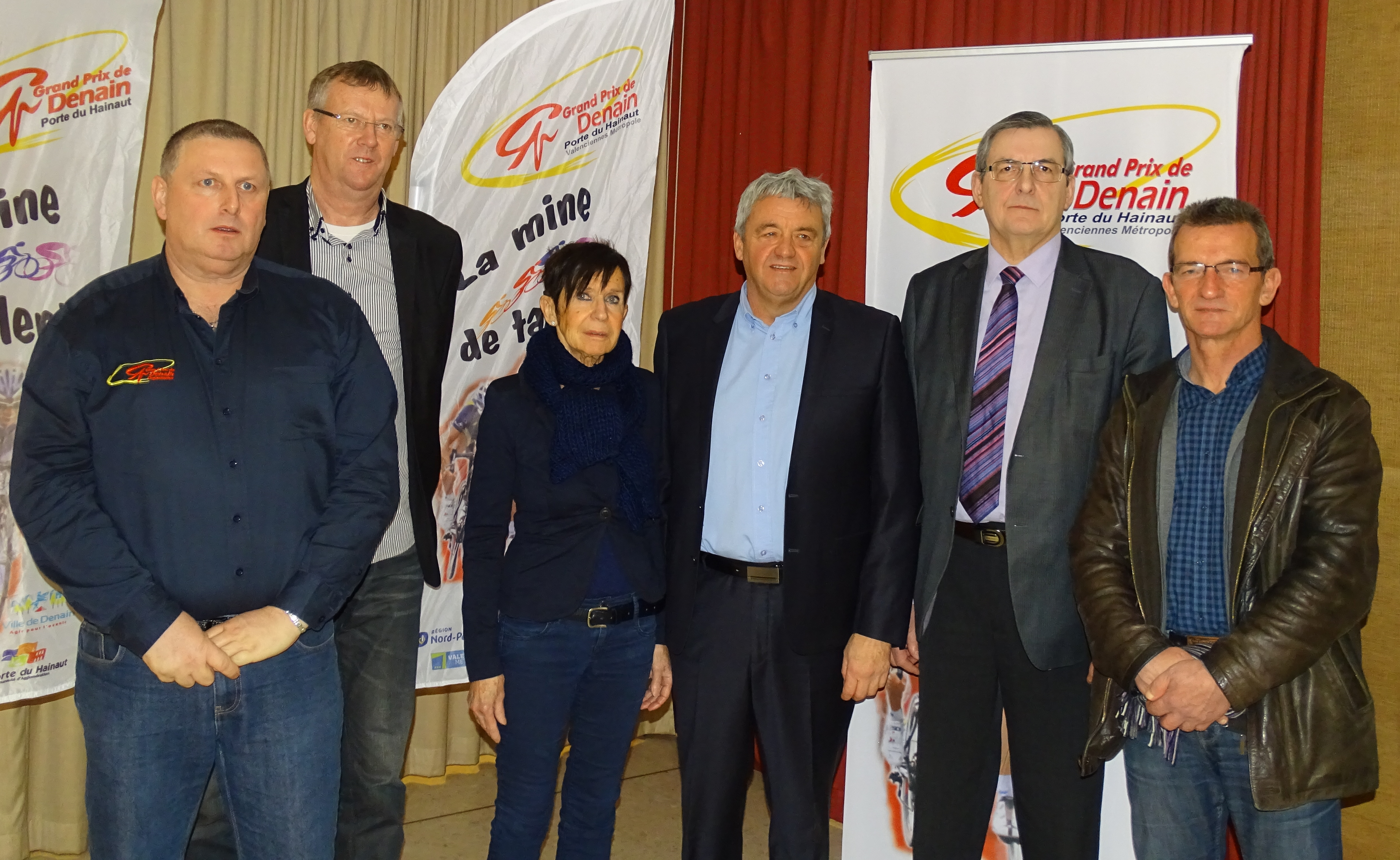
Les organisateurs et le premier adjoint de la ville.

La 58e édition du Grand Prix de Denain a lieu le jeudi 14 avril 2016. Elle a pour départ et arrivée Denain, fait partie du calendrier UCI Europe Tour 2016 en catégorie 1.HC et constitue la sixième manche de la Coupe de France de cyclisme sur route 2016.

### Conférence de presse
Le parcours du 58e Grand Prix de Denain est dévoilé le samedi 13 février 2016 lors de la conférence de presse. Les différents prix sont également présentés à cette occasion. Dominique Serrano, président de l'organisation, commence par demander une minute de silence en hommage à Christian Kutta, mort la veille, qui était membre du comité d'organisation depuis une vingtaine d'années. Il évoque ensuite le passage de la course en catégorie 1.HC, la même catégorie que le Critérium international et Paris-Tours organisés par Amaury Sport Organisation, et les Quatre Jours de Dunkerque et le Grand Prix de Fourmies, courses qui se déroulent dans la région,.

### Présentation officielle
La course est officiellement présentée le mercredi 30 mars 2016 à partir de 19 h, à Denain, non loin de la ligne d'arrivée.

### Parcours

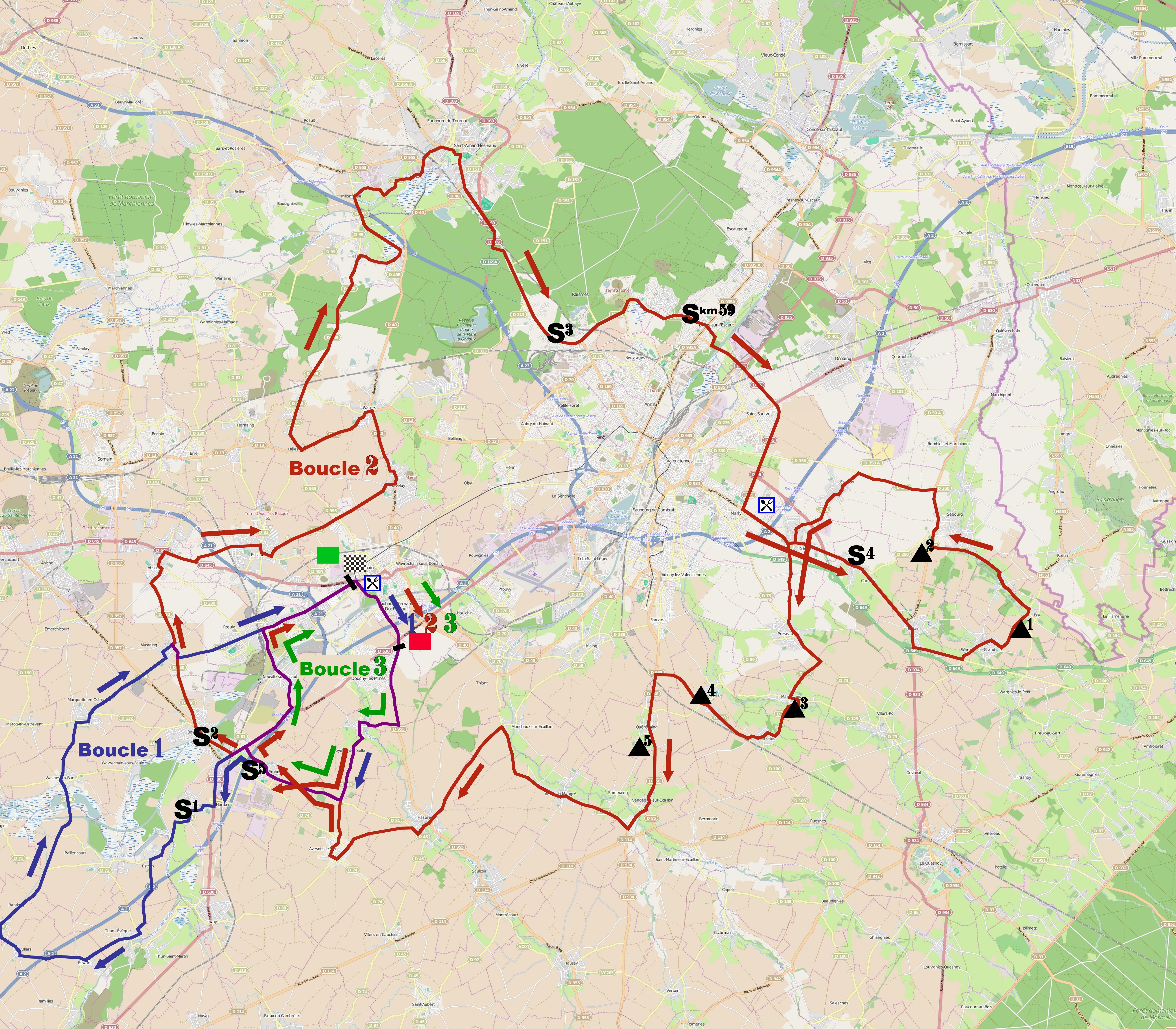
Le parcours du Grand Prix de Denain 2016.
Prix des monts
S Sprint

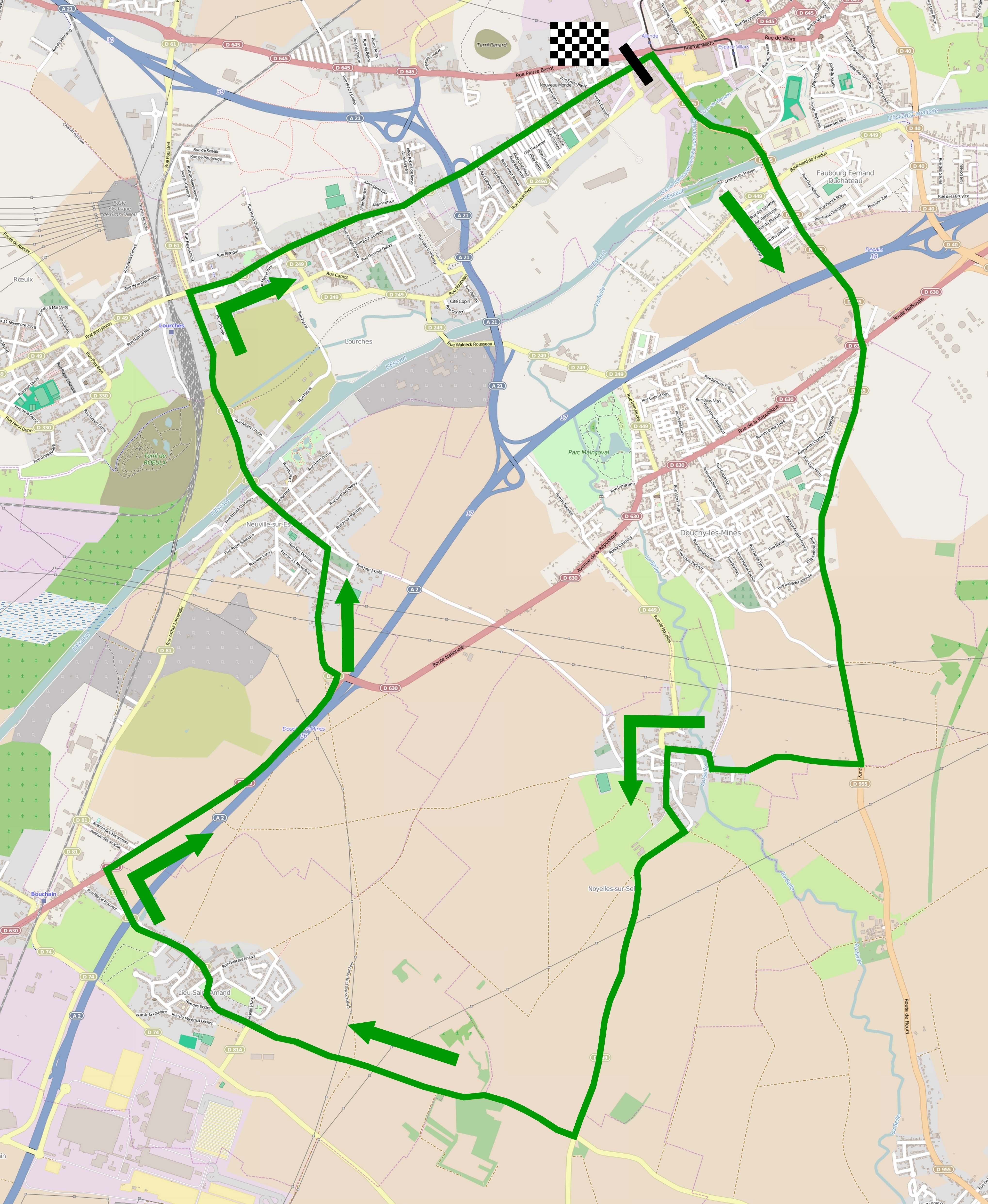
La boucle no 3.

- Boucle no 1
- Boucle no 2
- Boucle no 3
- Tronc commun

### Équipes
Classé en catégorie 1.HC de l'UCI Europe Tour, le Grand Prix de Denain est par conséquent ouvert aux WorldTeams dans la limite de 70 % des équipes participantes, aux équipes continentales professionnelles, aux équipes continentales françaises, aux équipes continentales étrangères dans la limite de deux, et à une équipe nationale française.
Vingt équipes participent à ce Grand Prix de Denain - deux WorldTeams, quatorze équipes continentales professionnelles et quatre équipes continentales :
| UCI WorldTeams   | UCI WorldTeams | UCI WorldTeams |
| Nom de l'équipe  | Pays           | Code           |
| ---------------- | -------------- | -------------- |
| AG2R La Mondiale | France         | ALM            |
| FDJ              | France         | FDJ            |

| Équipes continentales professionnelles | Équipes continentales professionnelles | Équipes continentales professionnelles |
| Nom de l'équipe                        | Pays                                   | Code                                   |
| -------------------------------------- | -------------------------------------- | -------------------------------------- |
| Bardiani CSF                           | Italie                                 | BAR                                    |
| CCC Sprandi Polkowice                  | Pologne                                | CCC                                    |
| Cofidis                                | France                                 | COF                                    |
| Delko-Marseille Provence-KTM           | France                                 | DMP                                    |
| Direct Énergie                         | France                                 | DEN                                    |
| Fortuneo-Vital Concept                 | France                                 | FVC                                    |
| Gazprom-RusVelo                        | Russie                                 | GAZ                                    |
| ONE                                    | Royaume-Uni                            | ONE                                    |
| Roompot-Oranje Peloton                 | Pays-Bas                               | ROP                                    |
| Roth                                   | Suisse                                 | ROT                                    |
| Southeast-Venezuela                    | Italie                                 | STH                                    |
| Topsport Vlaanderen-Baloise            | Belgique                               | TSV                                    |
| Verva ActiveJet                        | Pologne                                | VAT                                    |
| Wanty-Groupe Gobert                    | Belgique                               | WGG                                    |

| Équipes continentales                 | Équipes continentales | Équipes continentales |
| Nom de l'équipe                       | Pays                  | Code                  |
| ------------------------------------- | --------------------- | --------------------- |
| Armée de Terre                        | France                | ADT                   |
| HP BTP-Auber 93                       | France                | AUB                   |
| Roubaix Métropole européenne de Lille | France                | RML                   |
| Wallonie Bruxelles-Group Protect      | Belgique              | WBC                   |

### Primes
Les vingt prix sont attribués suivant le barème de l'UCI,. Le total général des prix distribués est de 18 800 €.
| Position | 1er     | 2e      | 3e      | 4e    | 5e    | 6e    | 7e    | 8e    | 9e    | 10e à 20e |
| Prix     | 7 515 € | 3 760 € | 1 875 € | 935 € | 745 € | 565 € | 565 € | 375 € | 375 € | 190 €     |

## Classements

### Classement final
La course est remportée lors d'un sprint massif par le Britannique Daniel McLay (Fortuneo-Vital Concept) qui s'impose respectivement devant le Français Thomas Boudat (Direct Énergie) et le Belge Kenny Dehaes (Wanty-Groupe Gobert).
| \| Classement général \| Classement général \| Classement général \| Classement général \| Classement général \| \| Coureur \| Coureur \| Pays \| Équipe \| Temps \| \| ------------------ \| ------------------- \| ------------------ \| -------------------------------- \| ------------------ \| \| 1er \| Daniel McLay \| Royaume-Uni \| Fortuneo-Vital Concept \| 4 h 29 min 23 s \| \| 2e \| Thomas Boudat \| France \| Direct Énergie \| + 0 s \| \| 3e \| Kenny Dehaes \| Belgique \| Wanty-Groupe Gobert \| + 0 s \| \| 4e \| Baptiste Planckaert \| Belgique \| Wallonie Bruxelles-Group Protect \| + 0 s \| \| 5e \| Lorrenzo Manzin \| France \| FDJ \| + 0 s \| \| 6e \| Clément Venturini \| France \| Cofidis, Solutions Crédits \| + 0 s \| \| 7e \| Paweł Franczak \| Pologne \| Verva ActiveJet \| + 0 s \| \| 8e \| Chris Opie \| Royaume-Uni \| ONE Pro Cycling \| + 0 s \| \| 9e \| Bryan Alaphilippe \| France \| Armée de terre \| + 0 s \| \| 10e \| Loïc Chetout \| France \| Cofidis, Solutions Crédits \| + 0 s \| |                     |             |                                  |                 |
| |                     |             |                                  |                 |
| Sources : ProCyclingStats Cycling Quotient Cycling Archives |                     |             |                                  |                 |
| Classement général |                     |             |                                  |                 |
| Coureur | Coureur             | Pays        | Équipe                           | Temps           |
| 1er | Daniel McLay        | Royaume-Uni | Fortuneo-Vital Concept           | 4 h 29 min 23 s |
| 2e | Thomas Boudat       | France      | Direct Énergie                   | + 0 s           |
| 3e | Kenny Dehaes        | Belgique    | Wanty-Groupe Gobert              | + 0 s           |
| 4e | Baptiste Planckaert | Belgique    | Wallonie Bruxelles-Group Protect | + 0 s           |
| 5e | Lorrenzo Manzin     | France      | FDJ                              | + 0 s           |
| 6e | Clément Venturini   | France      | Cofidis, Solutions Crédits       | + 0 s           |
| 7e | Paweł Franczak      | Pologne     | Verva ActiveJet                  | + 0 s           |
| 8e | Chris Opie          | Royaume-Uni | ONE Pro Cycling                  | + 0 s           |
| 9e | Bryan Alaphilippe   | France      | Armée de terre                   | + 0 s           |
| 10e | Loïc Chetout        | France      | Cofidis, Solutions Crédits       | + 0 s           |

### Classement de la Coupe de France

#### Classement individuel

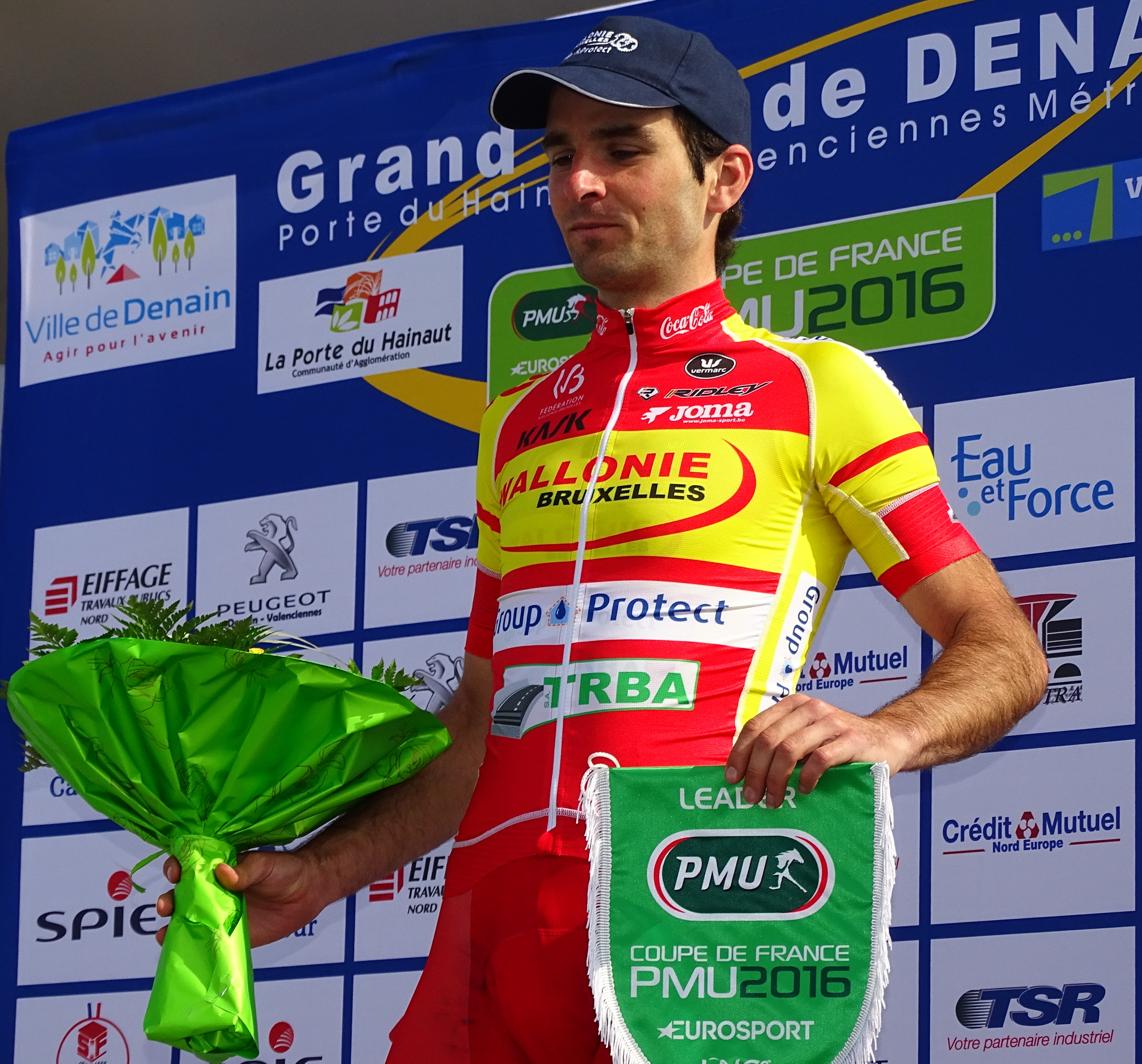
Baptiste Planckaert est le leader de la Coupe de France.

| Top dix de la Coupe de France à l'issue de la 6e manche | Top dix de la Coupe de France à l'issue de la 6e manche | Top dix de la Coupe de France à l'issue de la 6e manche | Top dix de la Coupe de France à l'issue de la 6e manche | Top dix de la Coupe de France à l'issue de la 6e manche |
| ------------------------------------------------------- | ------------------------------------------------------- | ------------------------------------------------------- | ------------------------------------------------------- | ------------------------------------------------------- |
|                                                         | Coureur                                                 | Pays                                                    | Équipe                                                  | Point(s)                                                |
| 1er                                                     | Baptiste Planckaert                                     | Belgique                                                | Wallonie Bruxelles-Group Protect                        | 112 points                                              |
| 2e                                                      | Rudy Barbier                                            | France                                                  | Roubaix Métropole européenne de Lille                   | 56 pts                                                  |
| 3e                                                      | Bryan Coquard                                           | France                                                  | Direct Énergie                                          | 56 pts                                                  |
| 4e                                                      | Loïc Chetout                                            | France                                                  | Cofidis                                                 | 55 pts                                                  |
| 5e                                                      | Clément Venturini                                       | France                                                  | Cofidis                                                 | 51 pts                                                  |
| 6e                                                      | Daniel McLay                                            | Royaume-Uni                                             | Fortuneo-Vital Concept                                  | 50 pts                                                  |
| 7e                                                      | Cyril Gautier                                           | France                                                  | AG2R La Mondiale                                        | 50 pts                                                  |
| 8e                                                      | Anthony Turgis                                          | France                                                  | Cofidis                                                 | 50 pts                                                  |
| 9e                                                      | Dries Devenyns                                          | Belgique                                                | IAM                                                     | 50 pts                                                  |
| 10e                                                     | Yannis Yssaad                                           | France                                                  | Armée de Terre                                          | 45 pts                                                  |
| modifier                                                |                                                         |                                                         |                                                         |                                                         |

#### Classement individuel des jeunes

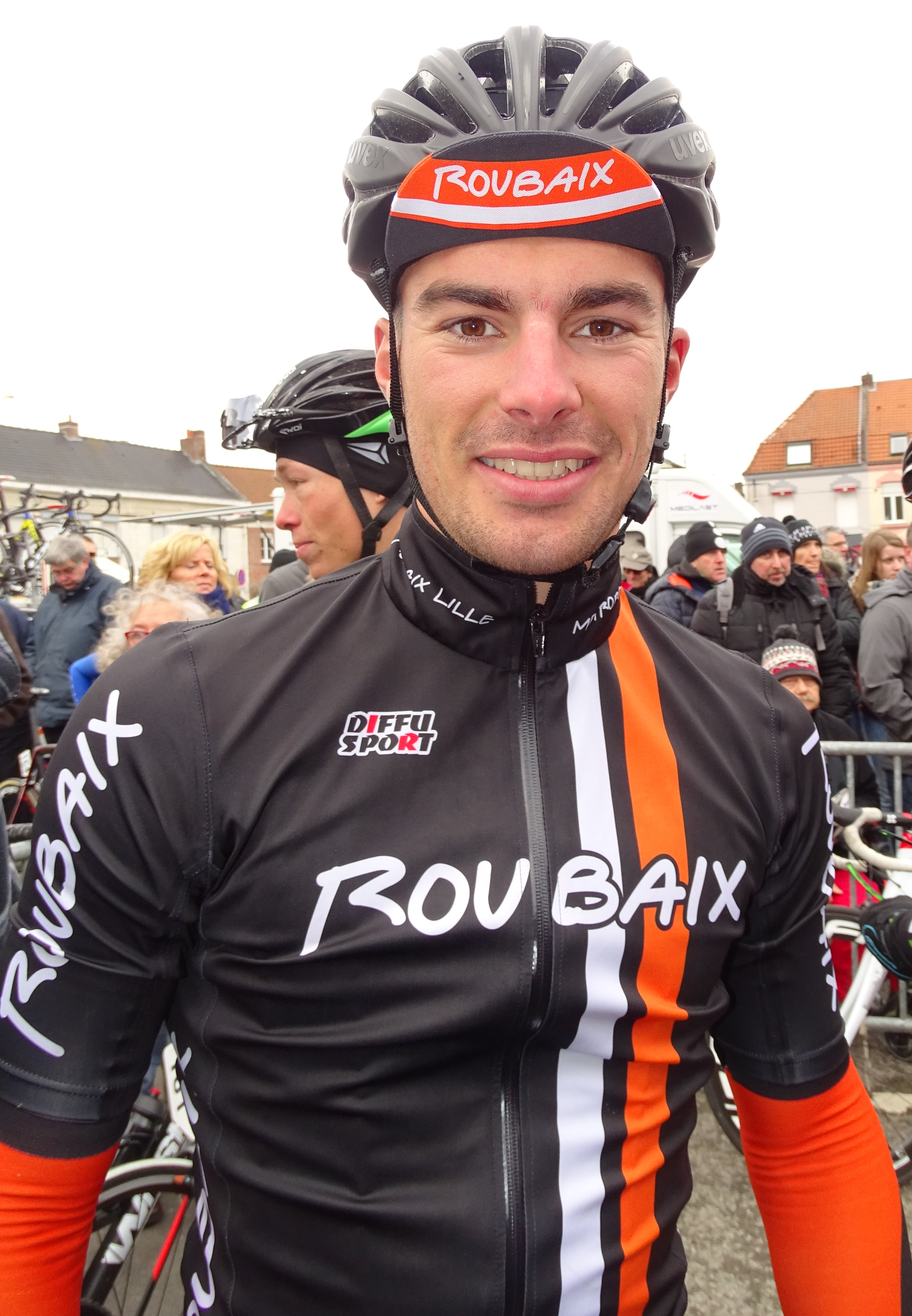
Rudy Barbier est le leader de la Coupe de France des jeunes.

| Top dix de la Coupe de France à l'issue de la 6e manche | Top dix de la Coupe de France à l'issue de la 6e manche | Top dix de la Coupe de France à l'issue de la 6e manche | Top dix de la Coupe de France à l'issue de la 6e manche | Top dix de la Coupe de France à l'issue de la 6e manche |
| ------------------------------------------------------- | ------------------------------------------------------- | ------------------------------------------------------- | ------------------------------------------------------- | ------------------------------------------------------- |
|                                                         | Coureur                                                 | Pays                                                    | Équipe                                                  | Point(s)                                                |
| 1er                                                     | Rudy Barbier                                            | France                                                  | Roubaix Métropole européenne de Lille                   | 56 points                                               |
| 2e                                                      | Bryan Coquard                                           | France                                                  | Direct Énergie                                          | 56 pts                                                  |
| 3e                                                      | Loïc Chetout                                            | France                                                  | Cofidis                                                 | 55 pts                                                  |
| 4e                                                      | Clément Venturini                                       | France                                                  | Cofidis                                                 | 51 pts                                                  |
| 5e                                                      | Daniel McLay                                            | Royaume-Uni                                             | Fortuneo-Vital Concept                                  | 50 pts                                                  |
| 6e                                                      | Anthony Turgis                                          | France                                                  | Cofidis                                                 | 50 pts                                                  |
| 7e                                                      | Yannis Yssaad                                           | France                                                  | Armée de Terre                                          | 45 pts                                                  |
| 8e                                                      | Thomas Boudat                                           | France                                                  | Direct Énergie                                          | 35 pts                                                  |
| 9e                                                      | Kévin Ledanois                                          | France                                                  | Fortuneo-Vital Concept                                  | 25 pts                                                  |
| 10e                                                     | Nico Denz                                               | Allemagne                                               | AG2R La Mondiale                                        | 23 pts                                                  |
| modifier                                                |                                                         |                                                         |                                                         |                                                         |

#### Classement par équipes
| \| \| Top neuf de la Coupe de France à l'issue de la 6e manche[2] \| | \| \| Top neuf de la Coupe de France à l'issue de la 6e manche[2] \| | \| \| Top neuf de la Coupe de France à l'issue de la 6e manche[2] \| | \| \| Top neuf de la Coupe de France à l'issue de la 6e manche[2] \| |
| -------------------------------------------------------------------- | -------------------------------------------------------------------- | -------------------------------------------------------------------- | -------------------------------------------------------------------- |
|                                                                      | Équipe                                                               | Pays                                                                 | Point(s)                                                             |
| 1                                                                    | Armée de Terre                                                       | France                                                               | 32                                                                   |
| 2                                                                    | Cofidis                                                              | France                                                               | 31                                                                   |
| 3                                                                    | Fortuneo-Vital Concept                                               | France                                                               | 28                                                                   |
| 4                                                                    | AG2R La Mondiale                                                     | France                                                               | 27                                                                   |
| 5                                                                    | FDJ                                                                  | France                                                               | 23                                                                   |
| 6                                                                    | Roubaix Métropole européenne de Lille                                | France                                                               | 23                                                                   |
| 7                                                                    | Delko-Marseille Provence-KTM                                         | France                                                               | 21                                                                   |
| 8                                                                    | Direct Énergie                                                       | France                                                               | 19                                                                   |
| 9                                                                    | HP BTP-Auber 93                                                      | France                                                               | 18                                                                   |
|                                                                      | Top neuf de la Coupe de France à l'issue de la 6e manche             |                                                                      |                                                                      |

### UCI Europe Tour
Ce Grand Prix de Denain attribue des points pour l'UCI Europe Tour 2016, par équipes seulement aux coureurs des équipes continentales professionnelles et continentales, individuellement à tous les coureurs sauf ceux faisant partie d'une équipe ayant un label WorldTeam.
| Position           | 1er | 2e  | 3e  | 4e  | 5e | 6e | 7e | 8e | 9e | 10e | 11e | 12e | 13e | 14e | 15e | 16e à 30e | 31e à 40e |
| Classement général | 200 | 150 | 125 | 100 | 85 | 70 | 60 | 50 | 40 | 35  | 30  | 25  | 20  | 15  | 10  | 5         | 3         |

## Liste des participants
- Liste de départ complète

| Légende | Légende                                                                    | Légende | Légende                                                    |
| ------- | -------------------------------------------------------------------------- | ------- | ---------------------------------------------------------- |
| Num     | Dossard de départ porté par le coureur sur ce Grand Prix de Denain         | Pos     | Position à l'arrivée de la course                          |
|         | Indique un maillot de champion national ou mondial, suivi de sa spécialité | NP      | Indique un coureur qui n'a pas pris le départ de la course |
| AB      | Indique un coureur qui n'a pas terminé la course                           | HD      | Indique un coureur qui a terminé la course hors des délais |

| Cofidis COF                        | Cofidis COF               | Cofidis COF |
| ---------------------------------- | ------------------------- | ----------- |
| Num                                | Coureur                   | Pos         |
| 1                                  | Rayane Bouhanni (FRA)     | AB          |
| 2                                  | Loïc Chetout (FRA)        | 10e         |
| 3                                  | Borut Božič (SLO)         | 26e         |
| 4                                  | Hugo Hofstetter (FRA)     | 29e         |
| 5                                  | Gert Jõeäär (EST) (Route) | 114e        |
| 6                                  | Florian Sénéchal (FRA)    | 39e         |
| 7                                  | Clément Venturini (FRA)   | 6e          |
| 8                                  | Kenneth Vanbilsen (BEL)   | 99e         |
| Directeur sportif : Alain Deloeuil |                           |             |

| AG2R La Mondiale ALM           | AG2R La Mondiale ALM     | AG2R La Mondiale ALM |
| ------------------------------ | ------------------------ | -------------------- |
| Num                            | Coureur                  | Pos                  |
| 11                             | Samuel Dumoulin (FRA)    | 18e                  |
| 12                             | Gediminas Bagdonas (LTU) | 20e                  |
| 13                             | Julien Bérard (FRA)      | 136e                 |
| 14                             | Maxime Daniel (FRA)      | 61e                  |
| 15                             | Nico Denz (GER)          | 51e                  |
| 16                             | Sébastien Minard (FRA)   | 113e                 |
| 17                             | Jesse Sergent (NZL)      | 128e                 |
| 18                             | Sébastien Turgot (FRA)   | 62e                  |
| Directeur sportif : Gilles Mas |                          |                      |

| FDJ                                 | FDJ                            | FDJ  |
| ----------------------------------- | ------------------------------ | ---- |
| Num                                 | Coureur                        | Pos  |
| 21                                  | Sébastien Chavanel (FRA)       | 68e  |
| 22                                  | Kenny Elissonde (FRA)          | 92e  |
| 23                                  | Marc Fournier (FRA)            | 105e |
| 24                                  | Alexandre Geniez (FRA)         | 104e |
| 25                                  | Pierre-Henri Lecuisinier (FRA) | 97e  |
| 26                                  | Lorrenzo Manzin (FRA)          | 5e   |
| 27                                  | Cédric Pineau (FRA)            | 93e  |
| 28                                  | Kévin Réza (FRA)               | 75e  |
| Directeur sportif : Thierry Bricaud |                                |      |

| Bardiani CSF BAR                    | Bardiani CSF BAR         | Bardiani CSF BAR |
| ----------------------------------- | ------------------------ | ---------------- |
| Num                                 | Coureur                  | Pos              |
| 31                                  | Simone Andreetta (ITA)   | 120e             |
| 32                                  | Nicola Boem (ITA)        | 118e             |
| 33                                  | Giulio Ciccone (ITA)     | 119e             |
| 34                                  | Sonny Colbrelli (ITA)    | 139e             |
| 35                                  | Lorenzo Rota (ITA)       | 83e              |
| 36                                  | Nicola Ruffoni (ITA)     | 143e             |
| 37                                  | Luca Sterbini (ITA)      | AB               |
| 38                                  | Alessandro Tonelli (ITA) | 117e             |
| Directeur sportif : Stefano Zanatta |                          |                  |

| CCC Sprandi Polkowice CCC            | CCC Sprandi Polkowice CCC | CCC Sprandi Polkowice CCC |
| ------------------------------------ | ------------------------- | ------------------------- |
| Num                                  | Coureur                   | Pos                       |
| 41                                   | Adrian Honkisz (POL)      | 65e                       |
| 42                                   | Tomasz Kiendyś (POL)      | 84e                       |
| 43                                   | Eryk Latoń (POL)          | 15e                       |
| 44                                   | Kamil Małecki (POL)       | 115e                      |
| 45                                   | Bartłomiej Matysiak (POL) | 100e                      |
| 46                                   | Marcin Mrożek (POL)       | 58e                       |
| 47                                   | Grzegorz Stępniak (POL)   | 22e                       |
| 48                                   | Mateusz Taciak (POL)      | 53e                       |
| Directeur sportif : Robert Krajewski |                           |                           |

| Delko-Marseille Provence-KTM DMP        | Delko-Marseille Provence-KTM DMP | Delko-Marseille Provence-KTM DMP |
| --------------------------------------- | -------------------------------- | -------------------------------- |
| Num                                     | Coureur                          | Pos                              |
| 51                                      | Mikel Aristi (ESP)               | AB                               |
| 52                                      | Benjamin Giraud (FRA)            | 77e                              |
| 53                                      | Evaldas Šiškevičius (LTU)        | 14e                              |
| 54                                      | Fredrik Strand Galta (NOR)       | AB                               |
| 55                                      | Martin Laas (EST)                | AB                               |
| 56                                      | Christophe Laborie (FRA)         | 71e                              |
| 57                                      | Yannick Martinez (FRA)           | 50e                              |
| 58                                      | Romain Combaud (FRA)             | 78e                              |
| Directeur sportif : Freddy Lecarpentier |                                  |                                  |

| Direct Énergie DEN                   | Direct Énergie DEN       | Direct Énergie DEN |
| ------------------------------------ | ------------------------ | ------------------ |
| Num                                  | Coureur                  | Pos                |
| 61                                   | Guillaume Thévenot (FRA) | 69e                |
| 62                                   | Thomas Boudat (FRA)      | 2e                 |
| 63                                   | Fabien Grellier (FRA)    | 138e               |
| 64                                   | Tony Hurel (FRA)         | 130e               |
| 65                                   | Romain Guillemois (FRA)  | 123e               |
| 66                                   | Perrig Quéméneur (FRA)   | 137e               |
| 67                                   | Angélo Tulik (FRA)       | 80e                |
| 68                                   |                          |                    |
| Directeur sportif : Jimmy Engoulvent |                          |                    |

| Fortuneo-Vital Concept FVC         | Fortuneo-Vital Concept FVC | Fortuneo-Vital Concept FVC |
| ---------------------------------- | -------------------------- | -------------------------- |
| Num                                | Coureur                    | Pos                        |
| 71                                 | Brice Feillu (FRA)         | 28e                        |
| 72                                 | Franck Bonnamour (FRA)     | 47e                        |
| 73                                 | Vegard Breen (NOR)         | 73e                        |
| 74                                 | Maxime Cam (FRA)           | 142e                       |
| 75                                 | Benoît Jarrier (FRA)       | 112e                       |
| 76                                 | Daniel McLay (GBR)         | 1er                        |
| 77                                 | Florian Vachon (FRA)       | 132e                       |
| 78                                 | Julien Loubet (FRA)        | 122e                       |
| Directeur sportif : Franck Renimel |                            |                            |

| Gazprom-RusVelo GAZ                | Gazprom-RusVelo GAZ       | Gazprom-RusVelo GAZ |
| ---------------------------------- | ------------------------- | ------------------- |
| Num                                | Coureur                   | Pos                 |
| 81                                 | Igor Boev (RUS)           | 66e                 |
| 82                                 | Roman Kustadinchev (RUS)  | 121e                |
| 83                                 | Sergey Nikolaev (RUS)     | 70e                 |
| 84                                 | Evgeny Shalunov (RUS)     | 103e                |
| 85                                 | Andrey Solomennikov (RUS) | 85e                 |
| 86                                 | Mamyr Stash (RUS)         | 27e                 |
| 87                                 | Alexey Kurbatov (RUS)     | 52e                 |
| 88                                 | Aydar Zakarin (RUS)       | AB                  |
| Directeur sportif : Sergueï Ivanov |                           |                     |

| ONE                                 | ONE                    | ONE  |
| ----------------------------------- | ---------------------- | ---- |
| Num                                 | Coureur                | Pos  |
| 91                                  | Yanto Barker (GBR)     | 34e  |
| 92                                  | Sebastian Lander (DEN) | 91e  |
| 93                                  | Hayden McCormick (NZL) | 133e |
| 94                                  | Martin Mortensen (DEN) | 90e  |
| 95                                  | Chris Opie (GBR)       | 8e   |
| 96                                  | Dion Smith (NZL)       | 13e  |
| 97                                  | Peter Williams (GBR)   | 37e  |
| 98                                  | Samuel Williams (GBR)  | 146e |
| Directeur sportif : Matthew Winston |                        |      |

| Roompot-Oranje Peloton ROP               | Roompot-Oranje Peloton ROP | Roompot-Oranje Peloton ROP |
| ---------------------------------------- | -------------------------- | -------------------------- |
| Num                                      | Coureur                    | Pos                        |
| 101                                      | Jesper Asselman (NED)      | 38e                        |
| 102                                      | Reinier Honig (NED)        | 109e                       |
| 103                                      | Raymond Kreder (NED)       | 12e                        |
| 104                                      | Wesley Kreder (NED)        | 57e                        |
| 105                                      | André Looij (NED)          | 41e                        |
| 106                                      | Barry Markus (NED)         | 21e                        |
| 107                                      | Ivar Slik (NED)            | 106e                       |
| 108                                      | Brian van Goethem (NED)    | 98e                        |
| Directeur sportif : Jean-Paul van Poppel |                            |                            |

| Southeast-Venezuela STH            | Southeast-Venezuela STH | Southeast-Venezuela STH |
| ---------------------------------- | ----------------------- | ----------------------- |
| Num                                | Coureur                 | Pos                     |
| 111                                | Filippo Pozzato (ITA)   | 107e                    |
| 112                                | Liam Bertazzo (ITA)     | 16e                     |
| 113                                | Matteo Busato (ITA)     | 63e                     |
| 114                                | Andrea Dal Col (ITA)    | 116e                    |
| 115                                | Gilbert Ducournau (VEN) | AB                      |
| 116                                | Matteo Draperi (ITA)    | 45e                     |
| 117                                |                         |                         |
| 118                                | Enrique Sanz (ESP)      | 33e                     |
| Directeur sportif : Luca Amoriello |                         |                         |

| Roth ROT                                   | Roth ROT               | Roth ROT |
| ------------------------------------------ | ---------------------- | -------- |
| Num                                        | Coureur                | Pos      |
| 121                                        | Nico Brüngger (SUI)    | 140e     |
| 122                                        | Alberto Cecchin (ITA)  | 24e      |
| 123                                        | Lucas Gaday (ARG)      | 82e      |
| 124                                        | Matthias Krizek (AUT)  | 48e      |
| 125                                        | Andrea Pasqualon (ITA) | 108e     |
| 126                                        | Roland Thalmann (SUI)  | 101e     |
| 127                                        | Nicola Toffali (ITA)   | 134e     |
| 128                                        | Giacomo Tomio (ITA)    | 60e      |
| Directeur sportif : Alessandro Spezialetti |                        |          |

| Topsport Vlaanderen-Baloise TSV    | Topsport Vlaanderen-Baloise TSV | Topsport Vlaanderen-Baloise TSV |
| ---------------------------------- | ------------------------------- | ------------------------------- |
| Num                                | Coureur                         | Pos                             |
| 131                                | Aimé De Gendt (BEL)             | 127e                            |
| 132                                | Maxime Farazijn (BEL)           | 19e                             |
| 133                                | Ruben Pols (BEL)                | 126e                            |
| 134                                | Gijs Van Hoecke (BEL)           | 43e                             |
| 135                                | Stijn Steels (BEL)              | 144e                            |
| 136                                | Bert Van Lerberghe (BEL)        | 145e                            |
| 137                                | Jef Van Meirhaeghe (BEL)        | 36e                             |
| 138                                | Jens Wallays (BEL)              | 141e                            |
| Directeur sportif : Hans De Clercq |                                 |                                 |

| Verva ActiveJet VAT                 | Verva ActiveJet VAT   | Verva ActiveJet VAT |
| ----------------------------------- | --------------------- | ------------------- |
| Num                                 | Coureur               | Pos                 |
| 141                                 | Adrian Banaszek (POL) | 86e                 |
| 142                                 | Łukasz Bodnar (POL)   | 64e                 |
| 143                                 | Paweł Franczak (POL)  | 7e                  |
| 144                                 | Kamil Gradek (POL)    | 46e                 |
| 145                                 | Jonas Koch (GER)      | 32e                 |
| 146                                 | Michał Podlaski (POL) | 87e                 |
| 147                                 | Jiří Polnický (CZE)   | 135e                |
| 148                                 | Adam Stachowiak (POL) | 54e                 |
| Directeur sportif : Darius Banaszek |                       |                     |

| Wanty-Groupe Gobert WGG            | Wanty-Groupe Gobert WGG | Wanty-Groupe Gobert WGG |
| ---------------------------------- | ----------------------- | ----------------------- |
| Num                                | Coureur                 | Pos                     |
| 151                                | Frederik Backaert (BEL) | 67e                     |
| 152                                | Kenny Dehaes (BEL)      | 3e                      |
| 153                                | Tom Devriendt (BEL)     | 129e                    |
| 154                                |                         |                         |
| 155                                |                         |                         |
| 156                                | Danilo Napolitano (ITA) | 31e                     |
| 157                                | Lander Seynaeve (BEL)   | 102e                    |
| 158                                | Robin Stenuit (BEL)     | 49e                     |
| Directeur sportif : Steven De Neef |                         |                         |

| Armée de Terre ADT                      | Armée de Terre ADT      | Armée de Terre ADT |
| --------------------------------------- | ----------------------- | ------------------ |
| Num                                     | Coureur                 | Pos                |
| 161                                     | Bryan Alaphilippe (FRA) | 9e                 |
| 162                                     | Alexis Bodiot (FRA)     | 72e                |
| 163                                     | Julien Duval (FRA)      | 55e                |
| 164                                     | Jordan Levasseur (FRA)  | 79e                |
| 165                                     | Stéphane Poulhiès (FRA) | 40e                |
| 166                                     | Benoît Sinner (FRA)     | 110e               |
| 167                                     | Benjamin Thomas (FRA)   | 59e                |
| 168                                     | Yannis Yssaad (FRA)     | 17e                |
| Directeur sportif : David Lima da Costa |                         |                    |

| HP BTP-Auber 93 AUB                  | HP BTP-Auber 93 AUB       | HP BTP-Auber 93 AUB |
| ------------------------------------ | ------------------------- | ------------------- |
| Num                                  | Coureur                   | Pos                 |
| 171                                  | César Bihel (FRA)         | AB                  |
| 172                                  | Flavien Dassonville (FRA) | AB                  |
| 173                                  | Julien Guay (FRA)         | 131e                |
| 174                                  | Alo Jakin (EST)           | 56e                 |
| 175                                  |                           |                     |
| 176                                  | Anthony Maldonado (FRA)   | 23e                 |
| 177                                  | David Menut (FRA)         | 30e                 |
| 178                                  | Maxime Renault (FRA)      | 81e                 |
| Directeur sportif : Stéphane Javalet |                           |                     |

| Roubaix Métropole européenne de Lille RML | Roubaix Métropole européenne de Lille RML | Roubaix Métropole européenne de Lille RML |
| ----------------------------------------- | ----------------------------------------- | ----------------------------------------- |
| Num                                       | Coureur                                   | Pos                                       |
| 181                                       | Rudy Barbier (FRA)                        | 11e                                       |
| 182                                       | Dieter Bouvry (BEL)                       | 125e                                      |
| 183                                       | Jérémy Leveau (FRA)                       | 95e                                       |
| 184                                       | Florent Pereira (FRA)                     | 96e                                       |
| 185                                       | Félix Pouilly (FRA)                       | 74e                                       |
| 186                                       | Jimmy Turgis (FRA)                        | 42e                                       |
| 187                                       | Maxime Vantomme (BEL)                     | 35e                                       |
| 188                                       | Louis Verhelst (BEL)                      | 124e                                      |
| Directeur sportif : Frédéric Delcambre    |                                           |                                           |

| Wallonie Bruxelles-Group Protect WBC  | Wallonie Bruxelles-Group Protect WBC | Wallonie Bruxelles-Group Protect WBC |
| ------------------------------------- | ------------------------------------ | ------------------------------------ |
| Num                                   | Coureur                              | Pos                                  |
| 191                                   | Olivier Chevalier (BEL)              | 111e                                 |
| 192                                   | Ludwig De Winter (BEL)               | 94e                                  |
| 193                                   | Sébastien Delfosse (BEL)             | 88e                                  |
| 194                                   | Tom Dernies (BEL)                    | 89e                                  |
| 195                                   | Grégory Habeaux (BEL)                | 44e                                  |
| 196                                   | Olivier Pardini (BEL)                | 25e                                  |
| 197                                   | Baptiste Planckaert (BEL)            | 4e                                   |
| 198                                   | Julien Stassen (BEL)                 | 76e                                  |
| Directeur sportif : Christophe Brandt |                                      |                                      |